# Morellia affinis
Morellia affinis är en tvåvingeart som beskrevs av Malloch 1925. Morellia affinis ingår i släktet Morellia och familjen husflugor.
Artens utbredningsområde är Panama. Inga underarter finns listade i Catalogue of Life.